# Friedrichsgraben
Friedrichsgraben település Németországban, Schleswig-Holstein tartományban. Lakosainak száma 49 fő (2023. december 31.).

## Népesség
A település népességének változása:
| Lakosok száma | 45   | 43   | 47   | 49   | 48   | 49   |
|               | 1975 | 2017 | 2019 | 2021 | 2022 | 2023 |